# Dahlgren (Illinois)
Dahlgren – wieś w Stanach Zjednoczonych, w stanie Illinois, w hrabstwie Hamilton.